# Liste der Marktgemeinden in Oberösterreich
Die Liste enthält alle 152 Marktgemeinden im Bundesland Oberösterreich.
| Markt                            | Bezirk          | Markt seit | Einwohner (2024) | Fläche in km² |
| -------------------------------- | --------------- | ---------- | ---------------- | ------------- |
| Aigen-Schlägl                    | Rohrbach        | 1362       | 3.267            | 45,99         |
| Altenberg bei Linz               | Urfahr-Umgebung | 2004       | 4.741            | 36,20         |
| Altenfelden                      | Rohrbach        | 1983       | 2.293            | 26,36         |
| Altmünster                       | Gmunden         | 1952       | 10.076           | 78,94         |
| Ampflwang im Hausruckwald        | Vöcklabruck     | 1969       | 3.412            | 20,57         |
| Andorf                           | Schärding       | 1951       | 5.218            | 37,67         |
| Aschach an der Donau             | Eferding        | 1512       | 2.243            | 6,02          |
| Aspach                           | Braunau         | 1928       | 2.650            | 31,46         |
| Asten                            | Linz-Land       | 1984       | 7.058            | 8,48          |
| Aurolzmünster                    | Ried            | 1406       | 3.210            | 15,96         |
| Bad Goisern am Hallstättersee    | Gmunden         | 1952       | 7.605            | 112,55        |
| Bad Kreuzen                      | Perg            |            | 2.442            | 39,90         |
| Bad Schallerbach                 | Grieskirchen    | 1946       | 4.540            | 8,51          |
| Bad Wimsbach-Neydharting         | Wels-Land       |            | 2.515            | 24,31         |
| Bad Zell                         | Freistadt       |            | 2.969            | 45,49         |
| Baumgartenberg                   | Perg            | 1999       | 1.844            | 15,73         |
| Buchkirchen                      | Wels-Land       |            | 4.110            | 32,17         |
| Dimbach                          | Perg            |            | 1.009            | 31,39         |
| Ebensee am Traunsee              | Gmunden         |            | 7.456            | 194,69        |
| Eberschwang                      | Ried            | 1984       | 3.546            | 40,42         |
| Eggelsberg                       | Braunau         | 2005       | 2.941            | 24,15         |
| Engelhartszell                   | Schärding       |            | 921              | 18,83         |
| Feldkirchen an der Donau         | Urfahr-Umgebung | 1985       | 5.493            | 39,35         |
| Frankenburg am Hausruck          | Vöcklabruck     |            | 4.916            | 48,55         |
| Frankenmarkt                     | Vöcklabruck     | 1236       | 3.868            | 18,47         |
| Gaflenz                          | Steyr-Land      |            | 1.970            | 58,78         |
| Gallspach                        | Grieskirchen    | 1439       | 2.849            | 6,18          |
| Garsten                          | Steyr-Land      | 1958       | 6.650            | 53,21         |
| Gaspoltshofen                    | Grieskirchen    | 1993       | 3.615            | 40,61         |
| Gramastetten                     | Urfahr-Umgebung |            | 5.092            | 40,20         |
| Gunskirchen                      | Wels-Land       | 1988       | 6.560            | 36,23         |
| Gutau                            | Freistadt       | 1542       | 2.765            | 45,44         |
| Haag am Hausruck                 | Grieskirchen    |            | 2.298            | 16,98         |
| Hagenberg im Mühlkreis           | Freistadt       | 1991       | 3.024            | 15,06         |
| Hallstatt                        | Gmunden         | 1311       | 741              | 59,83         |
| Haslach an der Mühl              | Rohrbach        |            | 2.590            | 12,42         |
| Hellmonsödt                      | Urfahr-Umgebung |            | 2.366            | 18,08         |
| Helpfau-Uttendorf                | Braunau         | 1481       | 3.872            | 26,38         |
| Herzogsdorf                      | Urfahr-Umgebung | 2013       | 2.754            | 35,39         |
| Hofkirchen an der Trattnach      | Grieskirchen    | 1928       | 1.728            | 18,00         |
| Hofkirchen im Mühlkreis          | Rohrbach        |            | 1.540            | 22,68         |
| Hörsching                        | Linz-Land       | 1993       | 6.522            | 20,00         |
| Kefermarkt                       | Freistadt       | 1479       | 2.200            | 27,83         |
| Kematen am Innbach               | Grieskirchen    | 1620       | 1.408            | 12,67         |
| Klam                             | Perg            | 1384       | 961              | 8,36          |
| Kollerschlag                     | Rohrbach        | 1984       | 1.550            | 17,46         |
| Königswiesen                     | Freistadt       | 1677       | 3.070            | 73,41         |
| Kopfing im Innkreis              | Schärding       | 1990       | 1.970            | 33,32         |
| Kremsmünster                     | Kirchdorf       | 1489       | 7.060            | 42,12         |
| Kronstorf                        | Linz-Land       | 1981       | 3.528            | 21,34         |
| Lambach                          | Wels-Land       | 1365       | 3.856            | 3,74          |
| Lasberg                          | Freistadt       |            | 2.902            | 43,80         |
| Lembach im Mühlkreis             | Rohrbach        |            | 1.512            | 7,98          |
| Lenzing an der Ager              | Vöcklabruck     | 1984       | 5.222            | 8,89          |
| Leopoldschlag                    | Freistadt       |            | 986              | 25,68         |
| Liebenau                         | Freistadt       | 1983       | 1.595            | 76,26         |
| Lohnsburg                        | Ried            | 1987       | 2.209            | 39,59         |
| Luftenberg an der Donau          | Perg            | 2008       | 4.319            | 16,86         |
| Mauerkirchen                     | Braunau         | 1373       | 2.727            | 3,09          |
| Mauthausen                       | Perg            | 1335       | 4.922            | 14,03         |
| Mettmach                         | Ried            | 1983       | 2.415            | 29,54         |
| Micheldorf in Oberösterreich     | Kirchdorf       | 1996       | 6.010            | 50,31         |
| Mitterkirchen im Machland        | Perg            | 1977       | 1.766            | 28,94         |
| Molln                            | Kirchdorf       | 1336       | 3.640            | 191,43        |
| Mondsee                          | Vöcklabruck     |            | 3.981            | 16,62         |
| Münzbach                         | Perg            | 1251       | 1.906            | 24,89         |
| Münzkirchen                      | Schärding       | 1959       | 2.552            | 21,07         |
| Naarn im Machlande               | Perg            | 1979       | 3.854            | 35,17         |
| Natternbach                      | Grieskirchen    | 2002       | 2.318            | 30,96         |
| Neufelden                        | Rohrbach        |            | 1.205            | 9,81          |
| Neuhofen an der Krems            | Linz-Land       | 1449       | 6.845            | 18,01         |
| Neukirchen am Walde              | Grieskirchen    |            | 1.657            | 15,84         |
| Neumarkt im Hausruckkreis        | Grieskirchen    | 1543       | 1.527            | 2,11          |
| Neumarkt im Mühlkreis            | Freistadt       |            | 3.241            | 46,71         |
| Niederwaldkirchen                | Rohrbach        |            | 1.873            | 28,21         |
| Oberkappel                       | Rohrbach        | 1982       | 753              | 12,20         |
| Obernberg am Inn                 | Ried            |            | 1.699            | 2,35          |
| Oberneukirchen                   | Urfahr-Umgebung | 1356       | 3.229            | 34,55         |
| Offenhausen                      | Wels-Land       | 1534       | 1.710            | 15,06         |
| Ostermiething                    | Braunau         | 1927       | 3.407            | 21,76         |
| Ottensheim                       | Urfahr-Umgebung | < 1228     | 4.771            | 11,81         |
| Ottnang am Hausruck              | Vöcklabruck     | 2009       | 4.114            | 30,32         |
| Pabneukirchen                    | Perg            |            | 1.690            | 40,96         |
| Peilstein im Mühlviertel         | Rohrbach        |            | 1.572            | 23,29         |
| Pettenbach                       | Kirchdorf       | 1991       | 5.383            | 54,68         |
| Pichl bei Wels                   | Wels-Land       | 2012       | 2.935            | 26,36         |
| Pram                             | Grieskirchen    | 2000       | 1.710            | 20,31         |
| Prambachkirchen                  | Eferding        | 1985       | 2.977            | 28,73         |
| Pucking                          | Linz-Land       | 2003       | 2.108            | 20,83         |
| Putzleinsdorf                    | Rohrbach        |            | 1.542            | 22,12         |
| Raab                             | Schärding       | 1813       | 2.341            | 22,46         |
| Rainbach im Mühlkreis            | Freistadt       | 1985       | 3.073            | 49,10         |
| Regau                            | Vöcklabruck     | 2000       | 7.200            | 33,97         |
| Reichenau im Mühlkreis           | Urfahr-Umgebung | 1639       | 1.321            | 9,54          |
| Reichenthal                      | Urfahr-Umgebung | 1950       | 1.548            | 18,85         |
| Reichersberg                     | Ried            | 1983       | 1.649            | 21,05         |
| Ried in der Riedmark             | Perg            | 1932       | 4.353            | 32,65         |
| Riedau                           | Schärding       |            | 2.021            | 7,61          |
| St. Florian                      | Linz-Land       |            | 6.318            | 44,17         |
| St. Florian am Inn               | Schärding       | 2006       | 3.216            | 24,16         |
| St. Georgen am Walde             | Perg            | 1981       | 1.959            | 53,55         |
| St. Georgen an der Gusen         | Perg            |            | 4.405            | 7,12          |
| St. Georgen im Attergau          | Vöcklabruck     | 1463       | 4.809            | 15,50         |
| St. Leonhard bei Freistadt       | Freistadt       |            | 1.339            | 34,99         |
| St. Marienkirchen an der Polsenz | Eferding        | 2004       | 2.342            | 23,84         |
| St. Martin im Innkreis           | Ried            | 1983       | 2.228            | 8,88          |
| St. Martin im Mühlkreis          | Rohrbach        | 1984       | 3.818            | 34,85         |
| St. Nikola an der Donau          | Perg            |            | 801              | 13,18         |
| St. Oswald bei Freistadt         | Freistadt       |            | 3.047            | 40,95         |
| St. Peter am Wimberg             | Rohrbach        |            | 1.749            | 23,35         |
| St. Thomas am Blasenstein        | Perg            | 1975       | 934              | 29,04         |
| St. Wolfgang im Salzkammergut    | Gmunden         | 1567       | 2.897            | 56,57         |
| Sarleinsbach                     | Rohrbach        |            | 2.248            | 36,84         |
| Sattledt                         | Wels-Land       | 1999       | 2.779            | 22,17         |
| Saxen                            | Perg            | 1980       | 1.711            | 19,07         |
| Schardenberg                     | Schärding       | 2009       | 2.472            | 31,63         |
| Scharnstein                      | Gmunden         | 2004       | 1.713            | 18,36         |
| Scharten                         | Eferding        | 2022       | 2.349            | 17,50         |
| Schenkenfelden                   | Urfahr-Umgebung |            | 1.654            | 25,66         |
| Schlüßlberg                      | Grieskirchen    | 2003       | 3.073            | 19,87         |
| Schörfling am Attersee           | Vöcklabruck     | 1499       | 3.528            | 23,22         |
| Schwertberg                      | Perg            | 1287       | 5.512            | 18,79         |
| Seewalchen am Attersee           | Vöcklabruck     | 1977       | 5.722            | 23,74         |
| Sierning                         | Steyr-Land      | 1977       | 9.787            | 38,17         |
| Steinerkirchen an der Traun      | Wels-Land       | 2002       | 2.444            | 32,55         |
| Steinhaus                        | Wels-Land       | 2024       | 2.751            | 25,14         |
| Taiskirchen im Innkreis          | Ried            | 1990       | 2.414            | 34,53         |
| Taufkirchen an der Pram          | Schärding       | 2010       | 2.947            | 29,18         |
| Taufkirchen an der Trattnach     | Grieskirchen    | 2009       | 1.952            | 24,61         |
| Ternberg                         | Steyr-Land      | 1985       | 3.375            | 28,72         |
| Thalheim bei Wels                | Wels-Land       | 2000       | 5.548            | 16,34         |
| Timelkam                         | Vöcklabruck     | 1512       | 6.010            | 18,12         |
| Tragwein                         | Freistadt       |            | 3.146            | 39,48         |
| Ulrichsberg                      | Rohrbach        |            | 2.872            | 56,91         |
| Unterweißenbach                  | Freistadt       | 1849       | 2.168            | 48,69         |
| Vöcklamarkt                      | Vöcklabruck     | 1489       | 5.175            | 27,43         |
| Vorchdorf                        | Gmunden         | 1982       | 7.769            | 47,78         |
| Vorderweißenbach                 | Urfahr-Umgebung | 2002       | 2.763            | 63,47         |
| Waizenkirchen                    | Grieskirchen    | 1593       | 3.881            | 34,25         |
| Waldhausen im Strudengau         | Perg            |            | 2.860            | 46,85         |
| Walding                          | Urfahr-Umgebung | 2003       | 4.327            | 15,32         |
| Wallern an der Trattnach         | Grieskirchen    | 1983       | 3.123            | 14,63         |
| Wartberg an der Krems            | Kirchdorf       | 1982       | 2.950            | 31,57         |
| Wartberg ob der Aist             | Freistadt       | 1983       | 4.505            | 19,40         |
| Weitersfelden                    | Freistadt       |            | 1.029            | 43,70         |
| Weyer                            | Steyr-Land      | 2007       | 4.028            | 223,80        |
| Wilhering                        | Linz-Land       | 1979       | 6.176            | 29,97         |
| Windhaag bei Freistadt           | Freistadt       | 1641       | 1.597            | 42,85         |
| Windischgarsten                  | Kirchdorf       | 1383       | 2.373            | 4,91          |
| Wolfern                          | Steyr-Land      | 1994       | 3.384            | 32,57         |
| Wolfsegg am Hausruck             | Vöcklabruck     |            | 1.965            | 11,99         |
| Zwettl an der Rodl               | Urfahr-Umgebung | 1513       | 1.804            | 15,36         |

## Eingemeindete und ehemalige Marktgemeinden in Oberösterreich
| Ort                 | Gemeinde                  | Bezirk      | Markt von–bis | Einwohner  |
| ------------------- | ------------------------- | ----------- | ------------- | ---------- |
| Aigen im Mühlkreis  | Aigen-Schlägl             | Rohrbach    | 1362–2015     | 2015: 1898 |
| Attnang             | Attnang-Puchheim          | Vöcklabruck |               |            |
| Au an der Donau     | Naarn im Machlande        | Perg        | 1530–1937     | 2001: 0829 |
| Ebelsberg           | Linz                      |             | 0000–1938     |            |
| Friedburg           | Lengau                    | Braunau     | 000?–1930     | 2001: 0558 |
| Hütting             | Mitterkirchen im Machland | Perg        |               |            |
| Lauffen             | Bad Ischl                 | Gmunden     | < 1311–       |            |
| Mitter Sankt Thomas | St. Thomas am Blasenstein | Perg        |               |            |
| Riedersdorf         | Pabneukirchen             | Perg        | 1572–         |            |
| Sarmingstein        | St. Nikola an der Donau   | Perg        |               |            |
| Struden             | St. Nikola an der Donau   | Perg        | 1591–1875     | 2001: 0267 |
| Stadl-Paura         |                           | Wels-Land   | 1973–2022     | 2021: 5021 |
| Uttendorf           | Helpfau-Uttendorf         | Braunau     |               |            |
| Wesenufer           | Waldkirchen am Wesen      | Schärding   | 1582–1850     | 2001: 0229 |
| Wimsbach            | Bad Wimsbach-Neydharting  | Wels-Land   |               | 1939: 1739 |